# استاندارد باز
استاندارد باز نوعی استاندارد است که در دسترس عموم مردم است و بر رعایت حقوق مختلفی در استفاده از آن تأکید شده است. تعریف‌های گوناگونی از استاندارد باز وجود دارد که بر روش تهیه، دسترسی، بها یا چگونگی اعمال تغییرات بر یک استاندارد تمرکز دارند. با این وجود این تعریف‌ها در نکات زیر با هم اشتراک دارند:
- دسترسی آسان برای مطالعه و استفادهٔ همگان.
- تولید استاندارد در فرایندی باز که شرکت در آن برای همه آسان باشد.
- به گروهی خاص وابستگی نداشته باشد یا توسط آن کنترل نشود.

بعضی از تعریف‌های استاندارد باز در زیر می‌آید.

## تعاریف

### انستیتو ملی استانداردهای آمریکا(ANSI)
این سازمان استانداردی را باز می‌داند که در فرایندی ایجاد شده باشد که نتیجهٔ اجماع گروهی باشد که نمایندگان همهٔ کسانی که استاندارد به هر شکل به آنها مربوط می‌شود یا علاقه دارند آزاد باشند در آن شرکت کنند.

### بروس پرنز
بروس پرنز در کتابی که در مورد استانداردهای باز به چاپ رسانده، عقیده‌اش را این طور بیان می‌کند که بازبودن استاندارد به پایبندی آن به سلسله اصل‌هایی و همچنین روش ارائه و کارکرد استاندارد برمی‌گردد. اصول پیشنهادی پرنز از این قرار است:
- دسترسی: خواندن و به‌کارگیری استانداردهای باز برای همگان آزاد است.
- حداکثر کردن انتخاب کاربر نهایی: استانداردهای باز بازاری رقابتی و منصفانه برای پیاده‌سازی ایجاد می‌کنند و از وابستگی مصرف‌کنندگان به یک گروه یا فروشندهٔ خاص جلوگیری می‌کنند.
- رایگانی: پیاده‌سازی استانداردهای باز برای همه آزاد است و برای این کار نباید پولی دریافت شود. ممکن است برای دریافت گواهی انطباق با استاندارد پرداخت هزینه لازم باشد.
- نفی تبعیض: استانداردهای باز و سازمان‌های ناظر بر آنها به جز انطباق فنی محصول با استاندارد مورد نظر رجحانی بر استفاده‌کنندگان از این استانداردها قائل نیستند.
- گسترش یا محدود کردن: می‌توان پیاده‌سازی‌های استانداردهای باز را گسترش داد یا به موارد خاصی محدود کرد. با این حال می‌توان شرائطی برای این گسترش یا محدودیت‌ها قائل شد.
- اعمال تجاوزگرانه: استانداردهای باز می‌توانند مجوزهایی داشته باشند که از تحریف استاندارد توسط دیگران جلوگیری کند. ممکن است این مجوز گسترش‌دهندگان را ملزم کند همواره اطلاعات مرجع را در گسترش‌های خود ذکر کنند، یا همواره اجازهٔ استفاده و تغییر نسخهٔ جدید را به دیگران بدهند. به جز این حالت، نمی‌توان مانعی برای گسترش استانداردهای باز ایجاد کرد.[۲]